# Mille-Isles
Mille-Isles è un comune del Canada, situato nella provincia del Québec, nella regione di Laurentides.